# Major Lazer
Major Lazer é um grupo de música eletrônica jamaicano-americano, criado pelos produtores musicais Diplo e Switch, sendo os atuais membros Diplo, Walshy Fire e Ape Drums. Inicialmente, o DJ e produtor inglês Switch fazia parte do grupo. No entanto, ele saiu do projeto no final de 2011, deixando Diplo sozinho. Depois entraram para o projeto Walshy Fire e Jillionaire. Em 2019, Jillionaire saiu do grupo, dando lugar a Ape Drums.
Sua música abrange vários estilos de música, misturando EDM com reggae, dancehall, eletrônica, reggaeton, house e moombahton.
Major Lazer lançaram quatro álbuns completos — Guns Don't Kill People... Lazers Do, Free the Universe, Peace Is the Mission e Music Is the Weapon, lançados em 2009, 2013 e 2015 e 2020, respectivamente. Lançaram também seis EP - incluindo Lazers Never Die (2010) Apocalypse Soon (2014) e Know No Better (2017) -, uma compilação - Major Lazer Essentials (2018) -, quatro álbuns de remixes e cinco mixtapes. Além disso, Major Lazer também produziram Reincarnated, o álbum de estreia reggae de Snoop Dogg, sob sua persona "Snoop Lion".
O grupo já lançou temas com os vocalistas brasileiros Anitta, Pabllo Vittar, Ludmilla, Iza e MC Lan. No caso de Anitta, houve entre três colaborações entre o grupo e a cantora: o êxito "Sua Cara" (2017), "Make It Hot" (2019) e "Rave de Favela" (2020).

## Carreira

### 2009–11:Guns Don't Kill People... Lazers DoeLazers Never DieEP
O projeto fo inciado com Diplo e Switch como membros. Os dois foram se conheceram depois de terem ambos trabalhado com M.I.A.. O primeiro álbum da dupla, Guns Don't Kill People... Lazers Do, foi lançado em 16 de junho de 2009, pela Downtown Records. Foi gravado na Jamaica, no Tuff Gong Studios. Artistas como Santigold, Vybz Kartel, Ward 21, Busy Signal, Nina Sky, Amanda Blank, Mr. Vegas, Turbulence, Mapei, T.O.K, Prince Zimboo, Leftside e outros contribuíram com vocais no disco, enquanto Afrojack e Crookers auxiliaram na produção. O disco foi o primeiro lançamento ocorrido entre a parceria da Downtown Records com o selo de Diplo, Mad Decent.
O primeiro single do álbum foi "Hold the Line". O vídeo desse single foi dirigido por Ferry Gouw e foi indicado para a premiação MTV Video Award, na categoria Breakthrough Video. "Hold the Line" também foi incluído no videogame FIFA 10. A faixa "Zumbie" tem um vídeo musical com o comediante Andy Milonakis como protagonista Os vídeos dos singles "Pon de Floor" e "Keep It Going Louder" foram dirigidos por Eric Wareheim. Em junho de 2009, Major Lazer foram apresentados pela primeira vez na capa da publicação The FADER, em sua edição de número 62. Major Lazer se apresentou no Falls Music & Arts Festival (Lorne, Victoria, Austrália) em 30 de dezembro de 2009 e no Festival de Música de Coachella em abril de 2010. Eles também se apresentaram no Festival de Música da Pitchfork, em julho de 2010, e no Festival de Música Sasquatch em 30 de maio de 2011. Em 22 de maio de 2010, a dupla atuou na 4ª edição do Rock In Rio Lisboa.
A mixtape do Major Lazer com La Roux, intitulada Lazerproof, foi disponibilizada para download gratuito no dia 26 de maio de 2010. Em 20 de junho de 2010, o duo lançou um EP intitulado Lazers Never Die. O EP contém duas músicas inéditas e três remixes, feitos por Thom Yorke e outros. Mais tarde, Switch trabalhou na produção de "Run the World (Girls)" (2011), de Beyoncé, que têm o mesmo instrumental de "Pon de Floor".

### 2012–13:Free the UniverseeApocalypse Soon
Os concertos de Major Lazer anteriormente incluíam o hype man Skerrit Bwoy, porém ele deixou o grupo em 2012 para seguir sua religião. Em 2012, Major Lazer começou a trabalhar com Snoop Dogg para produzir algumas faixas que seriam incluídas no novo projeto de reggae de Dogg. Switch deixou o esforço de colaboração devido à "diferenças criativas" entre ele e Diplo. Ele afastou-se no final de 2011 e foi substituído por Jillionaire e Walshy Fire. Além disso, Boaz van de Beatz, artista da Mad Decent (gravadora de Diplo), tem colaborado com a maioria dos álbuns do grupo e é considerado um membro do grupo. Em setembro de 2012, Major Lazer anunciou que seu próximo álbum, Free the Universe, seria lançado em 12 de março de 2013 pela Mad Decent. Eles também anunciaram datas de uma turnê para o outono do mesmo ano.
Major Lazer produziu em parte o álbum de estreia da cantora britânica Rita Ora, Ora. Major Lazer trabalhou com No Doubt para o seu sexto álbum de estúdio, Push and Shove. Major Lazer lançou sua turnê Fall Tour 2012 em outubro, com shows em Oakland, Washington D.C., Boston e Nova Iorque, entre outros. Em fevereiro de 2013, Major Lazer assinou com a gravadora indie Secretly Canadian. Ao mesmo tempo, eles anunciaram a nova data de lançamento, 16 de abril, para o seu álbum Free the Universe. Eles também anunciaram a Free the Universe 2013 World Tour.

### 2015-16:Peace Is the MissioneExtended
Em 8 de fevereiro de 2015, durante a cerimônia do Grammy, Diplo revelou detalhes do terceiro álbum do Major Lazer. Ele confirmou que o álbum iria incorporar artistas como Ariana Grande, Ellie Goulding e Pusha T. Ele é chamado de Peace Is the Mission. O primeiro single, "Lean On", é uma colaboração com o produtor francês DJ Snake e dispõe de vocais da artista musical dinamarquesa MØ. "Lean On", após o lançamento, quebrou um recorde na plataforma de streaming Spotify, pertencente à "Thinking Out Loud", de Ed Sheeran, com mais de 528 milhões de reproduções. O álbum foi lançado em 1 de junho de 2015.
Em uma entrevista com inthemix em 22 de maio de 2015, Walshy Fire anunciou que o seu quarto álbum de estúdio se chama Music Is the Weapon e que seria lançado no final de 2015 ou início de 2016. Diplo revelou em 27 de abril de 2015, durante uma entrevista à rádio belga Studio Brussel que eles têm trabalhado em uma faixa com a cantora belga Selah Sue. Ele acrescentou que a possível faixa pode aparecer em seu próximo álbum. Sue mais tarde confirmou isso durante uma entrevista cedida à mesma rádio em 4 de maio.
Em 27 de novembro, Major Lazer lançou uma re-edição de seu terceiro álbum de estúdio Peace Is the Mission, re-intitulado como Peace Is the Mission: Extended, que apresenta cinco músicas adicionais.

### 2017:Know No Better EP
No dia 22 de julho de 2016 o grupo lançou o single "Cold Water". Com composição de Ed Sheeran, a música tem participações de Justin Bieber e da cantora dinamarquesa MØ. O tema estará incluído no próximo trabalho do Major Lazer, o álbum Music Is the Weapon, ainda sem data de lançamento. Music Is the Weapon foi promovido com mais dois singles: "Believer", lançado em setembro de 2016, e "Run Up", lançado em janeiro de 2017. Este último conta com as participações de PARTYNEXTDOOR e Nicki Minaj.
Em 1 de junho de 2017, o trio lança o Know No Better, que conta com as participações vocais de Travis Scott, Camila Cabello, Quavo, J Balvin, Sean Paul, Nasty C, Ice Prince, Patoranking, Jidenna, Busy Signal, Machel Montano, Konshens, Anitta e Pabllo Vittar.

### 2018-20:Music Is the Weapon
Em setembro de 2018, Diplo anuncia que Major Lazer lançaria o seu último álbum em 2019, para focar em outros projetos. O álbum, Music Is the Weapon, anunciado desde 2015, acabou por sair em 2020. Antes disso, acabou por ser desmentido que seria o último álbum de estúdio, embora Diplo tenha afirmado que já não fazia muito sentido o projeto Major lazer lançar álbuns.

## Discografia

### Álbuns de estúdio
| Título                                                                                        | Detalhe do álbum                                                                                  | Posições em paradas músicais | Posições em paradas músicais | Posições em paradas músicais | Posições em paradas músicais | Posições em paradas músicais | Posições em paradas músicais | Posições em paradas músicais | Posições em paradas músicais | Posições em paradas músicais | Posições em paradas músicais | Certificações                |
| Título                                                                                        | Detalhe do álbum                                                                                  | EUA                          | AUS                          | AUT                          | BEL                          | FRA                          | ALE                          | HOL                          | SUE                          | SUI                          | UK                           | Certificações                |
| --------------------------------------------------------------------------------------------- | ------------------------------------------------------------------------------------------------- | ---------------------------- | ---------------------------- | ---------------------------- | ---------------------------- | ---------------------------- | ---------------------------- | ---------------------------- | ---------------------------- | ---------------------------- | ---------------------------- | ---------------------------- |
| Guns Don't Kill People... Lazers Do                                                           | - Lançamento: 16 de junho de 2009 - Gravadora: Downtown - Formatos: CD, digital download          | —                            | —                            | —                            | 95                           | —                            | —                            | —                            | —                            | —                            | —                            |                              |
| Free the Universe                                                                             | - Lançamento: 16 de abril de 2013 - Gravadora: Secretly Canadian - Formatos: CD, digital download | 34                           | 5                            | 53                           | 9                            | 34                           | 88                           | 17                           | —                            | 45                           | 34                           |                              |
| Peace Is the Mission                                                                          | - Lançamento: 1 de junho de 2015 - Gravadora: Mad Decent - Formatos: CD, digital download         | 12                           | 5                            | 32                           | 9                            | 11                           | 40                           | 13                           | 4                            | 11                           | 25                           | - RIAA: ouro - SNEP: platina |
| Music Is the Weapon                                                                           | - Lançamento: 23 de outubro de 2020 - Gravadora: Mad Decent - Formatos: CD, digital download      | —                            | —                            | —                            | —                            | 60                           | —                            | —                            | —                            | —                            | —                            |                              |
| "—" indica que a gravação não foi incluída nas paradas ou não foi distribuída naquela região. |                                                                                                   |                              |                              |                              |                              |                              |                              |                              |                              |                              |                              |                              |

### Extended plays
| Título          | Detalhe do álbum |
| --------------- | --- |
| Apocalypse Soon | - Lançamento: 25 de fevereiro de 2014 - Gravadora: Secretly Canadian, Mad Decent - Formatos: CD, LP, digital download |
| Know No Better  | - Lançamento: 1 de junho de 2017 - Gravadora: Mad Decent - Formatos: Digital download                                 |

## Singles

### Como artista principal
| Título                                                                                        | Ano  | Posições em paradas músicais | Posições em paradas músicais | Posições em paradas músicais | Posições em paradas músicais | Posições em paradas músicais | Posições em paradas músicais | Posições em paradas músicais | Posições em paradas músicais | Posições em paradas músicais | Posições em paradas músicais | Certificações | Álbum                    |
| Título                                                                                        | Ano  | EUA                          | AUS                          | AUT                          | BEL                          | FRA                          | ALE                          | HOL                          | SUE                          | SUI                          | UK                           | Certificações | Álbum                    |
| --------------------------------------------------------------------------------------------- | ---- | ---------------------------- | ---------------------------- | ---------------------------- | ---------------------------- | ---------------------------- | ---------------------------- | ---------------------------- | ---------------------------- | ---------------------------- | ---------------------------- | --- | ------------------------ |
| "Get Free" (featuring Amber Coffman)                                                          | 2012 | —                            | 39                           | —                            | 3                            | 59                           | 73                           | 7                            | —                            | —                            | 56                           | | Free the Universe        |
| "Jah No Partial" (featuring Flux Pavilion)                                                    | 2012 | —                            | —                            | —                            | 59                           | —                            | —                            | —                            | —                            | —                            | —                            | | Free the Universe        |
| "Watch Out For This (Bumaye)" (featuring Busy Signal, The Flexican and FS Green)              | 2013 | —                            | —                            | 40                           | 5                            | 4                            | 27                           | 7                            | 38                           | 23                           | —                            | - BEA: platina - SNEP: platina                                                                                                   | Free the Universe        |
| "Bubble Butt" (featuring Bruno Mars, Tyga and Mystic)                                         | 2013 | 56                           | —                            | —                            | 24                           | 67                           | —                            | 65                           | —                            | —                            | —                            | - RIAA: ouro | Free the Universe        |
| "Aerosol Can" (featuring Pharrell Williams)                                                   | 2014 | —                            | 37                           | —                            | 32                           | —                            | —                            | —                            | —                            | —                            | —                            | | Apocalypse Soon          |
| "Come On To Me" (featuring Sean Paul)                                                         | 2014 | —                            | —                            | —                            | 10                           | 21                           | —                            | 60                           | —                            | —                            | —                            | | Apocalypse Soon          |
| "Lean On" (with DJ Snake featuring MØ)                                                        | 2015 | 4                            | 1                            | 3                            | 2                            | 2                            | 4                            | 1                            | 2                            | 1                            | 2                            | - RIAA: 4× platina - ARIA: 6× platina - BEA: 3× platina - BPI: 3× platina - BVMI: 2× platina - MC: 2× platina - RMNZ: 2× platina | Peace Is the Mission     |
| "Powerful" (featuring Ellie Goulding and Tarrus Riley)                                        | 2015 | 83                           | 7                            | 55                           | 30                           | 78                           | 90                           | 70                           | —                            | 53                           | 54                           | - RIAA: ouro - ARIA: platina | Peace Is the Mission     |
| "Light It Up" (featuring Nyla and Fuse ODG)                                                   | 2015 | 73                           | —                            | —                            | 4                            | 12                           | 4                            | 2                            | 3                            | 7                            | 7                            | - ARIA: ouro - BPI: platina | Peace Is the Mission     |
| "Cold Water" (featuring Justin Bieber and MØ)                                                 | 2016 | 2                            | 1                            | 1                            | 4                            | 2                            | 2                            | 1                            | 1                            | 1                            | 1                            | - RIAA: 4× platina - ARIA: 4× platina - BPI: 2× platina - BVMI: platina - MC: 3× platina - RMNZ: platina - SNEP: platina         | Non-album singles        |
| "Believer" (with Showtek)                                                                     | 2016 | —                            | —                            | —                            | 16                           | 48                           | —                            | 41                           | —                            | —                            | —                            | | Non-album singles        |
| "Run Up" (featuring PARTYNEXTDOOR and Nicki Minaj)                                            | 2017 | 66                           | 27                           | 37                           | 31                           | 16                           | 22                           | 14                           | 23                           | 25                           | 20                           | - ARIA: ouro - BPI: ouro | Non-album singles        |
| "Know No Better" (featuring Travis Scott, Camila Cabello and Quavo)                           | 2017 | 87                           | 34                           | 45                           | 37                           | 26                           | 40                           | 27                           | 30                           | 30                           | 15                           | - RIAA: ouro - ARIA: 2× platina - BEA: ouro - BPI: platina - RMNZ: ouro - SNEP: platina                                          | Non-album singles        |
| "Miss You" (with Cashmere Cat and Tory Lanez)                                                 | 2018 | —                            | —                            | —                            | 15                           | —                            | —                            | 95                           | —                            | —                            | —                            | | Non-album singles        |
| "Tip Pon It" (with Sean Paul)                                                                 | 2018 | —                            | —                            | —                            | —                            | —                            | —                            | —                            | 77                           | —                            | —                            | | Non-album singles        |
| "Let Me Live" (with Rudimental featuring Anne-Marie and Mr Eazi)                              | 2018 | —                            | —                            | —                            | 16                           | 173                          | —                            | 73                           | —                            | 99                           | 42                           | - ARIA: ouro - BPI: prata | Toast to our Differences |
| "Blow That Smoke" (featuring Tove Lo)                                                         | 2018 | —                            | —                            | —                            | —                            | —                            | —                            | —                            | 71                           | —                            | —                            | | Non-album single         |
| "Que Calor" (featuring J Balvin and El Alfa)                                                  | 2019 | —                            | —                            | —                            | 11                           | 13                           | —                            | 91                           | —                            | 53                           | —                            | - SNEP: platina | Music Is the Weapon      |
| "Lay Your Head on Me" (featuring Marcus Mumford)                                              | 2020 | —                            | —                            | —                            | 43                           | —                            | —                            | —                            | —                            | —                            | —                            | | Music Is the Weapon      |
| "Titans" (featuring Sia and Labrinth)                                                         | 2021 | —                            | —                            | —                            | —                            | 108                          | —                            | —                            | —                            | 82                           | —                            | - SNEP: ouro | Non-album single         |
| "—" indica que a gravação não foi incluída nas paradas ou não foi distribuída naquela região. |      |                              |                              |                              |                              |                              |                              |                              |                              |                              |                              | |                          |